# Brzozy
Brzozy – kolonia wsi Rokitki w Polsce położona w województwie dolnośląskim, w powiecie legnickim, w gminie Chojnów.
Przez miejscowość przebiega droga wojewódzka nr 328.
Położona na północ od Chojnowa, niedaleko wsi Rokitki.